# Chiesa di San Bartolomeo (Zuccarello)
La chiesa di San Bartolomeo apostolo è un luogo di culto cattolico situato nel comune di Zuccarello, in provincia di Savona. La chiesa è sede della parrocchia omonima della diocesi di Albenga-Imperia.

## Storia e descrizione
La parrocchiale, intitolata all'apostolo Bartolomeo, fu eretta assieme al borgo nel XIII secolo, anche se alcune fonti storiche riportano la fondazione tra l'XI e XII secolo e quindi molto prima della nascita del borgo; diverse modifiche nel XV e XVII secolo ne ridussero l'originale struttura.
L'adiacente campanile presenta nella parte inferiore uno stile romanico, mentre la parte superiore in tufo con bifore e trifore gotiche è risalente al XIV secolo; il coronamento è un'aggiunta del XVII secolo. L'interno, in stile barocco, conserva un dipinto del pittore Orazio De Ferrari raffigurante la Vergine Maria e i Santi, una tela del Cristo morto del Trecento, la cassa in legno di San Bartolomeo e l'organo a canne risalente al Quattrocento.